# 仁崎町
仁崎町（にさきちょう）は、愛知県田原市の地名。50の小字が設置されている。

## 地理
旧田原町北西部に位置する。西は野田町、北は渥美湾に接する。

### 字一覧
字名は以下の通りである。
| - 五十鈴（いすず） - 出雲田（いずもだ） - 上ノ山（うえのやま） - 大繁（おおしげ） - 大細入（おおぼそいり） - 大湯（おおゆ） - 上小川（かみおがわ） - 北畷（きたなわて） - 木ノ皮山（きのこやま） - 黒石（くろいし） - 小細入（こぼそいり） - サヲリ（さおり） - 三月田（さんがつでん） - 下市（しもいち） - 下新田（しもしんた） - 新坂（しんざか） - 新田（しんでん） | - 杉狭間（すぎはざま） - スハ平（すはひら） - 瀬戸畑（せどばた） - 竹原（たけはら） - 狸石（たぬきいし） - 築地（ついじ） - 峠下（とうげした） - 鳶ケ瀬（とびがせ） - 中小川（なかおがわ） - 中瀬古（なかぜこ） - 仲坪（なかつぼ） - 西畑（にしばた） - 二ノ沢（にのさわ） - 畑ケ田（はたけだ） - 花ノ木（はなのき） - 花畑（はなばた） - 浜辺（はまべ） | - 柊沢（ひいらぎさわ） - 東瀬古（ひがしぜこ） - 東畑（ひがしばた） - 深沢（ふかさわ） - フロ（ふろ） - ホウベ（ほうべ） - 前洲（まえず） - 前田（まえだ） - 前山（まえやま） - 前山下（まえやました） - 三丈ケ（みたけ） - 南畑（みなみばた） - 宮畑（みやばた） - 向田（むかいだ） - 柳沢（やなぎざわ） - 山ノ田（やまのた） |

## 歴史

### 地名の由来
「に」は森林、「さき」は先端を指す語であり、つまり森の先端部という地形の特徴に由来する地名であるという。また、古代・中世において伊勢神宮の綾錦の調製を行う行事である荷前（のざき）の転訛であるという説もある。

### 沿革
- 江戸時代 - 三河国渥美郡の田原藩領の仁崎村として所在[7]。
- 1889年（明治22年） - 合併に伴い、野田村大字仁崎となる[7]。
- 1955年（昭和30年） - 合併に伴い、田原町大字仁崎となる[7]。

## 世帯数と人口
2015年（平成27年）10月1日現在の世帯数と人口は以下の通りである。
| 町丁   | 世帯数 | 人口  |
| ------ | ------ | ----- |
| 仁崎町 | 96世帯 | 374人 |

### 人口の変遷
国勢調査による人口の推移
| 2005年（平成17年） | 370人 | [ 8 ] |  |
| 2010年（平成22年） | 388人 | [ 9 ] |  |
| 2015年（平成27年） | 374人 | [ 2 ] |  |

## 学区
市立小・中学校に通う場合、学区は以下の通りとなる。また、公立高等学校に通う場合の学区は以下の通りとなる。
| 番・番地等 | 小学校             | 中学校             | 高等学校 |
| ---------- | ------------------ | ------------------ | -------- |
| 全域       | 田原市立野田小学校 | 田原市立田原中学校 | 三河学区 |

## 交通
- 愛知県道415号野田白谷神戸線[5]

## 施設
- 神明社[5]
- 曹洞宗東光寺[5]
- 臨済宗妙心寺派興国寺[5]

## その他

### 日本郵便
- 郵便番号 : 441-3435[3]（集配局：田原郵便局[12]）。